# Håbols socken
Håbols socken i Dalsland ingick i Vedbo härad, ingår sedan 1971 i Dals-Eds kommun och motsvarar från 2016 Håbols distrikt.
Socknens areal är 143,13 kvadratkilometer varav 128,77 land. År 2000 fanns här 324 invånare. Kyrkbyn Håbol med sockenkyrkan Håbols kyrka ligger i socknen.   

## Administrativ historik
Socknen har medeltida ursprung.
Vid kommunreformen 1862 övergick socknens ansvar för de kyrkliga frågorna till Håbols församling och för de borgerliga frågorna bildades Håbols landskommun. Landskommunen uppgick 1952 i Dals-Eds landskommun som 1971 ombildades till Dals-Eds kommun. Församlingen uppgick 2010 i Dals-Eds församling.
1 januari 2016 inrättades distriktet Håbol, med samma omfattning som församlingen hade 1999/2000.
Socknen har tillhört län, fögderier, tingslag och domsagor enligt vad som beskrivs i artikeln Vedbo härad. De indelta soldaterna tillhörde Västgöta-Dals regemente och Vedbo kompani.

## Geografi
Håbols socken ligger sydväst om Bengtsfors med sjön Stora Le i väster och omkring sjöar som Grann, Torrsjön och Vångsjön. Socknen har odlingsbygd vid sjöarna och är i övrigt en kuperad sjörik och bergig skogsbygd.

## Fornlämningar
Från stenåldern har boplatser och en hällkista påträffats. Från järnåldern finns gravar, stensättningar och en fornborg.

## Namnet
Namnet skrevs 1531 Hoböll och kommer från gården vid kyrkan. Efterleden innehåller bol/böle, 'nybygge; gård'. Förleden kan innehålla hor, 'hög'.

## Befolkningsutveckling
| Befolkningsutvecklingen i Håbols socken 1780–1990                                                       | Befolkningsutvecklingen i Håbols socken 1780–1990 | Befolkningsutvecklingen i Håbols socken 1780–1990 | Befolkningsutvecklingen i Håbols socken 1780–1990 | Befolkningsutvecklingen i Håbols socken 1780–1990 |
| --- | ------------------------------------------------- | ------------------------------------------------- | ------------------------------------------------- | ------------------------------------------------- |
| |                                                   |                                                   |                                                   |                                                   |
| År |                                                   |                                                   | Folkmängd                                         |                                                   |
| 1780 | 1780                                              |                                                   | 954                                               |                                                   |
| 1790 | 1790                                              |                                                   | 922                                               |                                                   |
| 1800 | 1800                                              |                                                   | 985                                               |                                                   |
| 1810 | 1810                                              |                                                   | 852                                               |                                                   |
| 1820 | 1820                                              |                                                   | 868                                               |                                                   |
| 1830 | 1830                                              |                                                   | 981                                               |                                                   |
| 1840 | 1840                                              |                                                   | 1 367                                             |                                                   |
| 1850 | 1850                                              |                                                   | 1 553                                             |                                                   |
| 1860 | 1860                                              |                                                   | 1 782                                             |                                                   |
| 1870 | 1870                                              |                                                   | 1 749                                             |                                                   |
| 1880 | 1880                                              |                                                   | 1 745                                             |                                                   |
| 1890 | 1890                                              |                                                   | 1 595                                             |                                                   |
| 1900 | 1900                                              |                                                   | 1 485                                             |                                                   |
| 1910 | 1910                                              |                                                   | 1 233                                             |                                                   |
| 1920 | 1920                                              |                                                   | 1 015                                             |                                                   |
| 1930 | 1930                                              |                                                   | 909                                               |                                                   |
| 1940 | 1940                                              |                                                   | 806                                               |                                                   |
| 1950 | 1950                                              |                                                   | 623                                               |                                                   |
| 1960 | 1960                                              |                                                   | 497                                               |                                                   |
| 1970 | 1970                                              |                                                   | 330                                               |                                                   |
| 1980 | 1980                                              |                                                   | 324                                               |                                                   |
| 1990 | 1990                                              |                                                   | 329                                               |                                                   |
| Anm: Källor: Umeå universitet - Tabellverket 1749-1859, Demografiska databasen, CEDAR, Umeå universitet |                                                   |                                                   |                                                   |                                                   |